# Episinus typicus
Episinus typicus är en spindelart som först beskrevs av Hercule Nicolet 1849.  Episinus typicus ingår i släktet Episinus och familjen klotspindlar. Inga underarter finns listade i Catalogue of Life.